# Gorr il macellatore di dei
Gorr il macellatore di dei (Gorr the God Butcher) è un personaggio dei fumetti statunitensi pubblicati da Marvel Comics creato da Jason Aaron (testi) e da Esad Ribić (disegni); è apparso per la prima volta in  Thor: God of Thunder n. 2 (gennaio 2013). In Italia ha fatto il suo debutto a maggio 2013 nella testata Thor: Dio del tuono.

## Storia editoriale
I creatori Aaron e Ribic, quando decisero di rilanciare il personaggio di Thor durante l'iniziativa Marvel NOW!, vollero puntare su un nemico molto determinato dalle caratteristiche imponenti e risolute. Nacque così il personaggio di Gorr. Questi, presentato già nei primi numeri della testata, rappresentò per molti versi un punto di svolta per le storie non solo di Thor, ma anche di altri personaggi a lui vicini.
Si scoprirà durante il corso delle storie, che nella saga Original Sin, Nick Fury lo nominò bisbigliando all'orecchio di Thor la frase: "Gorr aveva ragione", rendendo così indegno il figlio di Odino.

## Biografia del personaggio
Gorr nacque circa 3000 anni fa e crebbe su un pianeta sterile senza nome dove terremoti, mancanza di acqua e animali selvatici erano all'ordine del giorno. Nessun dio aiutava gli abitanti del pianeta, nonostante questi fossero molto credenti e devoti agli dei,  fidandosi ancora ciecamente di loro, pregandoli e venerandoli.
I genitori di Gorr morirono quando era piccolo, costringendolo a crescere solo tra una moltitudine di difficoltà. Da adulto, la sua compagna Arra morì a causa di un forte terremoto così come anche i suoi figli, che perirono a causa dei vari disastri che avvenivano sul pianeta. Alla morte di Agar, l'ultimo dei figli sopravvissuti, Gorr, pieno di rabbia e rancore verso gli dei sia per gli accadimenti personali che per quelli del suo popolo, arrivò a convincersi che gli dei non potessero esistere, poiché non avrebbero potuto permettere tutta quella sofferenza. Questi pensieri gli causarono, in primis, l'emarginazione e poi l'esilio dalla sua tribù, destinandolo così a vagare nel deserto nella speranza di morire.
Durante il suo vagare, incontrò due esseri che stavano combattendo: uno oscuro e lugubre che era posseduto dalla Tenebra e un altro dalla pelle viola con l'armatura dorata e luccicante che era posseduto dal simbionte dio della Luce, diventando l'allora Capitan Universo, che brandiva la Forza Enigma attraverso l'Uni-Potere. Gorr apprese, dunque, che gli dei esistevano realmente e quando il dio oscuro, caduto e ferito, gli chiese aiuto, non poté fare a meno di convincersi definitivamente che questi non aiutavano i bisognosi come la sua famiglia e il suo popolo, ma erano solo degli egoisti privi di compassione. Quindi s'impossessò di All-Black, la Necrospada del dio oscuro, che altri non era che il creatore dei simbionti Knull: la spada si fece impugnare con naturalezza, essendo attratta dal forte odio e dal disprezzo per gli dei emanato da Gorr, che ne uccise il detentore, giurando così di fare strage di tutti gli dei.
Partì all'inseguimento del dio dall'armatura dorata e di tutti gli altri dei, di pianeta in pianeta per compiere la sua missione.
Girovagando, capitò dapprima sulla Terra nell'Islanda medievale ed è lì che un giovane Thor scoprì il cadavere di uno degli dei assassinati.
In seguito i due si rincontrarono in Russia dove il dio del tuono venne catturato in una grotta e appeso a testa in giù per 17 giorni, torturato da Gorr nel tentativo di estorcergli informazioni circa l'ubicazione di Asgard senza riuscirci. Autodichiaratosi macellatore di dei, Gorr si lasciò distrarre da una banda di vichinghi e Thor ne approfittò per liberarsi e combattere contro il suo assalitore, riuscendo a tagliargli il braccio destro. Gorr, scappò, ma la sconfitta gli fece capire di aver bisogno di aiuto per poter compiere la sua impresa e decise di creare un esercito di Berserker ombra. Proseguì così la sua missione di assassino, diventando sempre più forte man mano che uccideva i suoi nemici.
Durante il suo cammino prevalse anche su Chronux rivendicando la Pozza degli Eterni e usando il sangue degli Dei del Tempo per attraversare il flusso temporale. Tornò così all'inizio dell'universo e uccise uno dei primissimi e più antichi dei, prendendo il suo cuore come un trofeo. Andò poi in avanti nel tempo di millenni arrivando su Terra-14412, pensando di creare la sua base operativa su un mondo desolato, Indigarr, dove mandò tutti gli dei che riuscì a schiavizzare, compreso un giovane Thor. Fu qui che fece costruire la Bomba Divina (arma capace di distruggere tutti gli dei in tutto il multiverso in tutte le linee temporali) estraendo i nuclei dei pianeti spezzati e delle stelle. Gorr creò anche i costrutti di Arra e Agar dal simbionte All-Black, anche se a sua insaputa suo "figlio" incarnava nel suo subconscio disgusto per il padre.
In quel futuro Gorr ritrovò un vecchio Re Thor, ultimo asgardiano, a difendere il regno. Questi si unì al giovane Thor, che riuscì a liberarsi dalla schiavitù. In più vennero raggiunti dal Thor di Terra-616 quando venne "convocato" da una preghiera che proveniva da un mondo senza dei. I tre unirono dunque le forze per combattere il nemico ma all'inizio ebbero poco successo, vennero storditi e Gorr andò ad attivare la bomba. In questo frangente Arra, presa dalla venerazione per il suo compagno, lo definì "dio"; ciò lo fece infuriare a tal punto da ucciderla e convincere Agar a voltargli le spalle e aiutare i Thor. Il figlio di Gorr sparse la voce della speranza e convinse tutti a pregare i Thor sapendo che ciò non faceva altro che aumentare il loro potere e dare così la possibilità a Thor di Terra-616 di assorbire l'esplosione della bomba divina e uccidere un Gorr completamente senza forze scagliando tale energia attraverso i due Mjolnir. Prima di morire, Agar definì suo padre "dio dell'ipocrisia".
Eoni dopo Gorr fu resuscitato da Loki, possessore della All-black, al fine di ucciderlo dopo aver ammazzato il padre di tutto Thor. Ma Gorr si liberò, riprese la necrospada e crocifisse Thor e Loki, salvo poi essere fatto saltare in aria dal potere del Padre di Tutto. La battaglia tra i due proseguì devastando interi sistemi solari fin quando il dio del tuono e un mutilato Loki vennero inghiottiti nell'arma del loro nemico, che divenne una vera e propria forza della natura.
Gli dei che Thor aveva salvato e inviato a Indigarr miliardi di anni nel passato furono risvegliati dalle Dee del Tuono, che tornarono in tempo per salvare il nonno e lo zio. Sopraffatto, Gorr fu decapitato da Atli Wodendottir, ma si scoprì che la sua coscienza risiedeva nella All-Black, che cercò di divorare Thor creando un buco nero. Fu distratto da Loki, che cominciò a raccontargli le azioni eroiche del fratello facendo guadagnare tempo a Thor per scatenare tutta la potenza del Dio Tempesta dall'interno di Mjolnir, riuscendo a distruggere il simbionte. Riportato in vita come un mortale, ma lasciato amnesico e pazzo, Gorr fu accolto dai Signori del Cielo di Indigarr per vivere il resto dei suoi giorni in pace.

### Fenice
Sebbene Gorr non possedesse più All-Black, la Necrospada stessa, l'essenza di All-Black si era legata a Gorr e aveva sostituito il suo cuore. Tornando al suo tempo originale e alla sua ricerca di vendetta contro gli dei, Gorr prese di mira Jean Grey, che aveva recentemente abbracciato la Forza Fenice, attirandola da Dogar per ucciderla. Tuttavia, Phoenix tornò immediatamente in vita e presto sconfisse Gorr, trasformandolo in una stella che avrebbe nutrito la vita invece di infliggere danni.

## Poteri e abilità
Gorr non possiede particolari poteri o abilità se non una ferrea forza di volontà e una grande fede nel proprio scopo. È proprio questo che ha avvicinato la necrospada a lui riuscendo a legarsi perfettamente. Ha acquisito nei millenni esperienza nel combattimento corpo a corpo e con le armi.

### Armi

#### Necrospada
Gorr è il possessore della necrospada All-Black che gli dà forza sovrumana, resistenza e lunga vita rendendolo quasi immortale. Quest'arma è indistruttibile e fu forgiata dal dio dei simbionti Knull, che incanalò al suo interno anche il potere divino di un celestiale da lui ucciso.
La lama, inoltre, consente al suo possessore di creare ali per volare a velocità estreme, generare armi (come per esempio le spine affilate con cui Gorr uccise molti dei), mutare il proprio corpo a piacimento, lo protegge anche a prescindere dalla volontà del possessore stesso e permise a Gorr di creare un esercito di Berserkers dalla sua oscurità. La lama fu successivamente bandita in un buco nero, ma un anziano re Thor la utilizzò per combattere Galactus.
Proprio Galactus disse che All-Black "scolpì la prima alba dalla pietra della notte infinita".

#### Bomba divina
Gorr fece costruire dai suoi schiavi (tra cui un giovane Thor) la Bomba divina, un enorme ordigno esplosivo delle dimensioni della nostra Luna progettato da Shadrak, il dio delle bombe, con lo scopo di uccidere ogni dio che fosse esistito o che sarebbe mai esistito in futuro e in ogni tempo. Per costruirla ci vollero circa 400 anni.

## Altri media

### Cinema
Gorr il macellatore di dei appare come antagonista principale nel film del Marvel Cinematic Universe Thor: Love and Thunder (2022), interpretato da Christian Bale. Gorr, dopo aver patito la fame e la disperazione per aver visto morire tutti i suoi simili nonché la sua intera famiglia, diventa uno spietato e vendicativo killer galattico che vuole uccidere tutti gli dei in quanto deluso dal dio che venerava e a causa del quale anche la sua unica figlia era morta. Brandisce una spada maledetta che gli conferisce poteri sovrumani ma che lentamente lo porta alla morte; il suo intento è quello di raggiungere un'entità cosmica chiamata l'Eternità, per poter esprimere il suo desiderio genocida. Dopo essersi scontrato con Thor, Jane Foster e Valchiria, riacquisisce abbastanza lucidità da sfruttare il suo desiderio per riportare in vita la figlia Love, che affida alle cure di Thor prima di morire.

### Videogiochi
Gorr appare in:
- Marvel Puzzle Quest
- Marvel: Sifda dei campioni
- Marvel Future Fight
- Marvel Strike Force
- Marvel Future Revolution